# Acidota
Acidota — род жуков из семейства стафилинид и подсемейства Omaliinae.

## Систематика

### Виды
Некоторые виды:
- Acidota crenata (Fabricius, 1792)
- Acidota cruentata (Mannerheim, 1831)
- Acidota quadrata (Zetterstedt, 1838)
- Acidota semisericea Cameron, 1929